# Jaszczów
Jaszczów [pronunciación en polaco: /ˈjaʂt͡ʂuf/] es un pueblo ubicado en el distrito administrativo de Gmina Milejów, dentro del Condado de Łęczna, Voivodato de Lublin, en Polonia oriental. Se encuentra aproximadamente a 10 kilómetros al sur de Łęczna y a 26 kilómetros al este de la capital regional Lublin.
El pueblo tiene una población de 917 habitantes.